# Senat Rzeczypospolitej Polskiej I kadencji (1989–1991)
Senat I kadencji – skład Senatu I kadencji wyłoniony został w wyborach do Sejmu i Senatu przeprowadzonych 4 i 18 czerwca 1989.

## Kadencja Senatu
Kadencja Senatu rozpoczęła się z dniem drugiej tury wyborów parlamentarnych (18 czerwca 1989), a zakończyła się 25 listopada 1991.

## Posiedzenia Senatu
Źródło

1. posiedzenie: 4 VII 1989
2. posiedzenie: 5 VII 1989
3. posiedzenie: 29 VII, 30 VII, 31 VII, 1 VIII 1989
4. posiedzenie: 11 VIII 1989
5. posiedzenie: 18 VIII 1989
6. posiedzenie: 30 VIII 1989
7. posiedzenie: 26 IX 1989
8. posiedzenie: 30 IX 1989
9. posiedzenie: 17 X 1989
10. posiedzenie: 26 X 1989
11. posiedzenie: 3 XI 1989
12. posiedzenie: 24 XI 1989
13. posiedzenie: 1 XII 1989
14. posiedzenie: 7 XII, 8 XII 1989
15. posiedzenie: 29 XII, 30 XII 1989
16. posiedzenie: 11 I, 12 I 1990
17. posiedzenie: 19 I 1990
18. posiedzenie: 26 I 1990
19. posiedzenie: 16 II 1990
20. posiedzenie: 1 III, 2 III 1990
21. posiedzenie: 16 III 1990
22. posiedzenie: 29 III, 30 III 1990
23. posiedzenie: 26 IV, 27 IV 1990
24. posiedzenie: 17 V 1990
25. posiedzenie: 24 V, 25 V 1990
26. posiedzenie: 21 VI, 22 VI 1990
27. posiedzenie: 6 VII 1990
28. posiedzenie: 19 VII 1990
29. posiedzenie: 26 VII, 27 VII 1990
30. posiedzenie: 2 VIII, 3 VIII 1990
31. posiedzenie: 6 IX, 7 IX 1990
32. posiedzenie: 28 IX, 29 IX 1990
33. posiedzenie: 5 X 1990
34. posiedzenie: 25 X 1990
35. posiedzenie: 9 XI 1990
36. posiedzenie: 23 XI 1990
37. posiedzenie: 7 XII 1990
38. posiedzenie: 14 XII 1990
39. posiedzenie: 21 XII 1990
40. posiedzenie: 28 XII 1990
41. posiedzenie: 28 IX, 29 IX 1990
42. posiedzenie: 10 I, 11 I 1991
43. posiedzenie: 18 I 1991
44. posiedzenie: 1 II 1991
45. posiedzenie: 28 II, 1 III 1991
46. posiedzenie: 15 III 1991
47. posiedzenie: 4 IV, 5 IV 1991
48. posiedzenie: 18 IV, 19 IV 1991
49. posiedzenie: 10 V 1991
50. posiedzenie: 23 V, 24 V 1991

## Marszałek Senatu
Urząd marszałka od pierwszego posiedzenia i w okresie rozwiązania obu izb pełnił senator Andrzej Stelmachowski.